# Вељко Тројанчевић
Вељко Тројанчевић је графички дизајнер из Горњег Милановца.

## Биографија
Рођен је у Горњем Милановцу 1958. године. Дипломирао је на вишој школи за индустријски дизајн 1978. (пре тога завршио средњу школу за графички дизајн). Радио је као графички дизајнер у Дечјим новинама и штампарији Графопринт, а од 2006. до 2013. је имао свој дизајнерски студио који се звао „Тројан“.

## Радови
Дизајнирао је бројне књиге и часописе за Дечје новине. Између осталог, био је члан издавачког савета и дизајнер часописа Културе истока, од броја 1 до броја 25.
У Графопринту се углавном бавио дизајном амбалаже, књига и тематских календара. Дизајнирао је већину књига чији је издавач био Графопринт, између осталих и монографије о кућама Божидара Петровића.
Дизајнирао је неколико каталога Бијенала минијатуре у Горњем Милановцу.